# Jacob Sternberg
Pour les articles homonymes, voir Sternberg.
Jacob Sternberg (autres transcriptions « Yankev, Jakob Shternberg ou Chternberg ») est un écrivain juif.

## Biographie
Jacob Sternberg est né le 18 avril 1890 à Lipcani et décédé le 10 avril 1973 à Moscou. Comme Moyshe Altman, qui fut son ami et souvent son collaborateur, bien que leurs chemins, régulièrement communs, se soient souvent séparés, il a étudié à l'école primaire de Lipcani, puis au lycée de Kamianets-Podilskyï.
Son premier poème In a shlitn [Dans une luge] parut en 1907 dans un journal de Vilnius, Folks-shtime. Peu après, en 1908, ce fut le tour d'un conte dans un journal d'Odessa, Unzer Lebn. En 1914, il déménagea à Tchernivtsi, puis à Iași, où il collabora à la revue Liht, pour enfin s'établir à Bucarest jusqu'en 1940. En 1917, il créa sa propre troupe de théâtre de cabaret, avec la collaboration de Moyshe Altman et Jacob Botoshansky, qui écrivit pour elle neuf pièces en deux ans. En 1920, il devint rédacteur au sein du journal de la section juive du parti socialiste roumain, Der Weker. Dans les années 1924-1926, il fut le directeur artistique de la troupe de Vilnius, qui jouissait à l'époque d'un grand succès, notamment pour ses représentations sur la petite scène du théâtre bucarestois de Jigniţa, situé dans ce qui est toujours aujourd'hui le quartier juif. Le quotidien national Adevărul chroniqua par exemple une de ses pièces le 23 août 1924.
Après la séparation de la troupe, Sternberg fonda le Bukarester Yidishe Teater Studie, auquel collaborèrent également Arthur Kolnik ou Max Hermann Maxy, ou les comédiens Sidi Tal et Adolf Tefner, et qui connut lui aussi un grand succès. Sa mise en scène de la pièce Bay nakht afn altn mark (La Nuit sur le vieux marché) d'Isaac Leib Peretz eut droit à un numéro spécial du magazine Adam en 1934, dans lequel écrivit notamment Tudor Arghezi. En 1935 son premier recueil de poésies fut publié dans l'almanach bucarestois Shoibm [Fenêtres], puis en 1938 relié : Shtot in Profil [Profil de ville]. Dans les années trente, devant l'antisémitisme croissant, il se trouva presque constamment en tournée, puis émigra à Chișinău, où il prit après la Seconde Guerre mondiale la direction du Théâtre d'État Juif de Moldavie, où il monta sa pièce Di Balade fun des Esesovske Brunhilde un ir hunt [La ballade de la SS Brunhilde et de son chien] en 1945. En 1949, il fut victime des persécutions contre les membres du Comité antifasciste juif et condamné à sept ans de travaux forcés en Sibérie. Il revint au bout de cinq ans, fut réhabilité et s'établit à Moscou et publia dans la revue Sovetish Heymland. Il est décédé le 10 avril 1973 d'un infarctus, le jour où il avait reçu son permis d'immigrer en Israël. La même année, son épouse Otilia Lichtenstein, compositrice, est décédée à son tour.

## Influence littéraire
Le théâtre de Jacob Sternberg s'est inscrit en partie dans un retour à la tradition du théâtre en yiddish incarnée par Abraham Goldfaden, qu'il appelait le «Prince Charmant» qui a traversé la léthargique culture juive de Roumanie. On reconnaît souvent sa dimension poétique, le rythme strict de ses productions.
Sa poésie était reconnue à son époque, par exemple par Itsik Manguer, mais a été peu investie dans l'ensemble par la critique, qui a néanmoins souligné son caractère intellectuel, érudit, pour le classer parmi les poètes symbolistes.

## Œuvres
- Šṭoṭ in profil, Bucarest, 1935
- Oysgeṿeylṭe shrifṭn, Bucarest, 1957
- Lid un balade oif di Karpaṭn, Paris, 1968
- In kreiz fun jorn : geklibene lider : 1915-1970, Bucarest, 1970
- Oraș în Profil, Bucarest, 1983, traduction en roumain
- Ṿegn liṭeraṭur un ṭeaṭer, Tel Aviv, 1987

Documents digitalisés par l'université de Heidelberg :
- Farsheydene lider, Moscou, revue Sovetish Heymland, 1969
- Der farkishefter shrayber, Moscou, revue Sovetish Heymland, 1969
- Verter, shprach, stil, Moscou, revue Sovetish Heymland, 1968